# الديسة (تبوك)
الديسة منطقة سعودية سياحية ، تقع في ملتقى ثلاثة خوانق أودية رئيسية في منطقة تبوك، وهي مشهورة بجمال المناظر الطبيعية فيها، تبعد الديسة عن مدينة تبوك مركز إمارة منطقة تبوك  210 كلم.

## الموقع والمناخ
قرية الديسة عبارة عن مضيق جبلي يقع في جنوب غرب مدينة تبوك، تقع تحديدًا بين جبال قراقر، حيث تكون بدايته ضيقة جدا ويزداد اتساعًا كلما اتجهنا غربًا، ويسمى بوادي دامة أو وادي قراقر، تتمتع الديسة بمناخ معتدل بفضل موقعها الجغرافي،  حيث ترتفع عن سطح البحر 400 متر، مما يجعل مناخها معتدل، دافئ في الشتاء ومعتدل في الصيف، وهذا ما جعلها تشاهر بزراعة الفواكة. ينحدر الوادي من ارتفاع 790 مترا فوق سطح البحر إلى 690 مترا في الجهة الغربية.

## الآثار
تعد الديسة قرية أثرية، إذ يوجد فيها واجهات مقابر نبطية منحوتة بالصخر غير مكتملة، وبقايا جدران لمبان سكنية ويوجد بها الكثير من الكتابات النبطية والعربية المكتوبة بالخط الكوفي، كما توجد بعض المواقع الأثرية الأخرى لبقايا مستوطنات سكنية مثل المشرف وموقع السخنة والمسكونة، وقد قامت الهيئة العامة للسياحة والتراث الوطني بوضع سياج حول المواقع الأثرية بالديسة.

## السياحة
تعد الديسة من مناطق الجذب السياحي في منطقة تبوك شمال المملكة العربية السعودية، حيث تحيط بجوانب القرية الجبال والحواف الصخرية التي تتميز بتنوع أشكالها وذلك بفعل نحت الماء والهواء في صخورها الرملية لتشكل أعمدة صخرية شاهقة ومتنوعة الأشكال، كما يمتاز وادي الديسة باحتوائه على عيون المياه التي تنشق من الصخور المحيطة بالوادي، فتجري المياه العذبة في عدة جداول على قاع الوادي فتغذي أشجار النخيل والحشائش البرية التي تشتهر بوفرتها في قرية الديسة، ومن أشهر أشجار الوادي أشجار نخيل الدوم، كما تحتوي الديسة على هضبات حمراء مستديرة الشكل.

### فيديو
- منطقة الديسة الجزء الأول